# Brestovec (grič)
Brestovec je 209 metrov visok grič v Občini Doberdob v Italiji.
Najlažja pot do vrha, dolga približno 1,5 km, se začne od Spodnjih Cotičev in je prepovedana za motorna vozila. Do Brestovca se pride tudi iz Zgornjih Cotičev po nekoliko daljši poti, vedno po makadamski cesti.
Prvi, ki je opozoril na strateški položaj Brestovca, je bil tržaški arheolog Carlo Marchesetti, ki je v svojem delu »Prazgodovinska gradišč Trsta in Julijske krajine« (I Castellieri Preistorici di Trieste e della Regione Giulia) leta 1903 tako opisal rezultate svojih raziskav na Brestovcu ob koncu 19. stoletja.